# Catie Ball
Pour les articles homonymes, voir Ball.
Catherine Northcutt Ball dite Catie Ball, née le 30 septembre 1951 à Jacksonville, est une nageuse américaine.

## Biographie
Aux Jeux olympiques d'été de 1968 à Mexico, Catie Ball qui est l'une des favorites de la compétition contracte un virus, la forçant à abandonner le 200 mètres brasse et la mène à une cinquième place sur le 100 mètres brasse. Elle se rétablit à temps pour être sacrée championne olympique sur le relais 4x100 mètres quatre nages.
Elle est admise au sein de l'International Swimming Hall of Fame en 1976.